# Залядье (Гомельский район)
Залядье (бел. Заля́ддзе) — посёлок в Улуковском сельсовете Гомельского района Гомельской области Республики Беларусь.
На востоке граничит с лесом.

## География

### Расположение
В 8 км от областного центра и 11 км от железнодорожной станции Гомель. В 1,5 км от посёлка располагается Шабринское лесничество.

## Транспортная сеть
Транспортные связи по просёлочной, потом автодорогам, которые идут от Гомеля. Планировка состоит из 2 улиц — прямолинейной почти широтной ориентации (бывший посёлок Ближнее Залядье) и прямолинейной, ориентированной с юго-запада на северо-восток (бывший посёлок Дальнее Залядье). Застроен двусторонне деревянными домами усадебного типа.

## История
Основан в начале XX века как посёлки Ближнее Залядье и Дальнее Залядье. В 1930 году жители вступили в колхоз. В 1962 году посёлки Ближнее Залядье и Дальнее Залядье были объединены в один посёлок. В составе племзавода «Берёзки» (центр — деревня Берёзки).

## Население

### Численность
- 2004 год — 78 хозяйств, 145 жителей

### Динамика
- 1959 год — 238 жителей (согласно переписи)
- 2004 год — 78 хозяйств, 145 жителей

## Известные уроженцы
- Н.Ф. Семенцов — лауреат Государственной премии Беларуси